# Vincenzo Cassani
Vincenzo Cassani (* 1677? in Venedig; † nach 1732) war ein italienischer Librettist.

## Leben
Über Cassanis Leben ist wenig bekannt. Zwischen 1710 und 1732 schrieb er für Opernhäuser in Venedig und Chioggia sieben Libretti; drei davon wurden von Albinoni vertont. Außerdem verfasste er zwei Serenate für Benedetto Marcello (Arianna, Psiche) und eine für Albinoni (Il nome glorioso in terra, santificato in cielo, zum Namenstag Kaiser Karls VI. 1724).

## Stil
Cassanis Werke entsprechen dem gehobenen Opernstil seiner Zeit. Historisch verbürgte Handlungselemente und eigene Erfindungen werden sorgfältig unterschieden. Mit der Notwendigkeit, sich den Ansprüchen von Impresarios und Sängern zu beugen, fand sich Cassani nur ungern ab.

## Opernlibretti
- Il tiranno eroe (Venedig 1710), vertont von Tomaso Albinoni und Antonio Maria Bononcini (Mailand 1715) sowie unter dem Titel Silla dittatore von Leonardo Vinci (Neapel 1723)
- Cleomene (Venedig 1718), vertont von Tomaso Albinoni
- Il Climene (Chioggia 1721), vertont von Antonio Bioni
- Plautilla (Venedig 1721), vertont von Antonio Pollarolo
- Romolo e Tazio (Venedig 1722), vertont von Carlo Luigi Pietragrua
- L’incostanza schernita (Venedig 1727), vertont von Tomaso Albinoni und Nicola Antonio Porpora
- Nino (Venedig 1732, nach Ippolito Zanelli), vertont von Francesco Corselli